# Proaegeria vouauxi
Proaegeria vouauxi är en fjärilsart som beskrevs av Le Cerf 1916. Proaegeria vouauxi ingår i släktet Proaegeria och familjen glasvingar. Inga underarter finns listade i Catalogue of Life.